# Slordax: The Unknown Enemy
Slordax: The Unknown Enemy is een shoot 'em up voor DOS, uitgebracht door het Amerikaanse softwarebedrijf Softdisk in 1991. Het spel laat het volledige speelveld vloeiend verticaal scrollen in 16 kleuren. Dit was technisch indrukwekkend voor een PC spel in die tijd.
Slordax werd ontwikkeld in september en oktober 1990 door programmeurs John Carmack en John Romero, spelontwerper Tom Hall en kunstenaar Adrian Carmack.
Het was het eerste spel dat zij samen hadden ontwikkeld als team. Kort daarna verlieten zij Softdisk om hun eigen computerspelbedrijf te starten, genaamd id Software.

## Verhaal
Zeven eeuwen geleden voerden de Slordax een oorlog in een poging het universum te veroveren. Op dit moment gelooft de Intergalactische Defensieve Alliantie dat de Slordax zullen terugkeren om een nieuwe verwoestende oorlog te starten. De I.D.A. stuur een gevechtspiloot in een RedDog Adaptive Strike Ship om de vijandelijke basissen in het domein van de Slordax te vernietigen, voordat de Slordax hun troepenmacht kunnen opbouwen.

## Gameplay
De speler beweegt door vijf etappes, waaronder een asteroïde gordel en het oppervlak van een planeet. Vijandelijke schepen kunnen capsules laten vallen die opgepakt kunnen worden. Daarmee kunnen de wapens op het ruimteschip van de speler voorzien worden van een upgrade. Nadat alle vijf etappes zijn voltooid, keert het spel terug naar de eerste etappe, waarbij de moeilijkheidsgraad toeneemt.

## Ontwikkeling
Slordax werd ontwikkeld in september en oktober 1990 door programmeurs John Carmack en John Romero, spelontwerper Tom Hall en kunstenaar Adrian Carmack. Toentertijd waren zij in dienst van het softwarebedrijf Softdisk. Slordax was het eerste spel dat zij ontwikkelden als team.:45-47
De game engine was geprogrammeerd door John Carmack, die de technologie had ontwikkeld om de beelden in 16 kleuren vloeiend verticaal te laten scrollen. Volgens computerspel website IGN was dit indrukwekkende technologie voor een PC spel in die tijd.
De rest van het spel, inclusief de leveleditor, was geprogrammeerd door John Romero. De leveleditor werd TED genoemd, van Tile EDitor. Deze werd als eerste gebruikt om levels te maken voor Slordax, maar was ontworpen om ook toekomstige spellen te kunnen ondersteunen. Volgens Romero werd uiteindelijk TED gebruikt bij de ontwikkeling van 33 uitgebrachte spellen.:110
De naam Slordax werd bedacht door Tom Hall, die ook het verhaal schreef en de helft van de levels bouwde. De andere helft werd ontworpen door Romero. Adrian Carmack maakte alle afbeeldingen voor het spel, met uitzondering van het titelscherm.:88-90
Het team voltooide Slordax op 31 oktober 1990.:101
Terwijl Slordax in ontwikkeling was, verbeterde John Carmack zijn vloeiende scrol technologie met de mogelijkheid om te scrollen in horizontale richting. Zonder Softdisk te informeren, gebruikten de vier team leden deze technologie om in het geheim hun eigen computerspel te ontwikkelen: Commander Keen in Invasion of the Vorticons. Niet lang daarna, op 1 februari 1991, startten zij hun eigen computerspelbedrijf, genaamd id Software.:48-74:91-107

## Publicatie
Slordax werd initieel door Softdisk uitgebracht in 1991 als onderdeel van hun Gamer's Edge tweemaandelijkse abonnementsservice.:90
Later publiceerde Softdisk Slordax als onderdeel van The Lost Game Collection of ID Software, samen met verschillende andere titels die door id Software onder contract voor Softdisk waren gemaakt.
Het computerspelbedrijf Ziggurat Interactive publiceerde Slordax op Steam en GOG.com in 2021.